# Emphusis malleolus
Emphusis malleolus är en insektsart som beskrevs av Walker. Emphusis malleolus ingår i släktet Emphusis och familjen hornstritar. Inga underarter finns listade i Catalogue of Life.